# 한국철도공사 3000호대 전동차
한국철도공사 3000호대 전동차는 1996년 1월 30일 일산선 개통과 함께 도입된 한국철도공사의 통근형 전동차 차량이다. 현재 서울 지하철 3호선과 직결 운행하고 있으며, 이 전동차는 한국철도공사의 통근형 전동차 중 유일무이한 직류 1,500V 전용 차량으로, 서울교통공사에 수탁 관리 운영되어, 교류 구간의 운행은 매우 불가능한 차량이다. 현재 총 16개 편성(160량)이 운행하고 있다.

## 3호선 최초의VVVF전동차
1996년 1월에 개통된 일산선은 기존 진접선, 서울 지하철 4호선, 과천선, 안산선 직결 운행 시 문제가 되었던 좌·우측 통행 및 직·교류 전기 공급 방식의 혼선 문제로 발생한 차량, 운용, 시설면의 문제를 해결하기 위해 도시 철도법에 의거하여 건설되어, 서울교통공사 소속의 지축차량기지에서 담당한다. 본 노선에선, 직류 1,500V와 자동 열차 제어 장치(ATC)를 그대로 사용하기 때문에 직·교류 겸용차량이 필요 없게 되었으며, 특히 서울교통공사에서는 창동차량기지의 부지 부족으로 4호선 VVVF 제어 차량의 중검수 시설을 설치하지 않아 3호선 지축차량기지에 4호선 VVVF 차량의 중검수를 통합하여 운용했기 때문에 서울교통공사 1000호대 VVVF 전동차, 서울교통공사 4000호대 VVVF 전동차 등과 동일한 차량을 도입한 후 검수 절차 및 차량 운용을 서울교통공사 측에 수탁하였다. 이로써, 한국철도공사는 별도의 차량기지를 건설할 필요 없이 그대로, 지축차량기지의 규모 확충만으로도 상호 간 부품 공통화 등의 효율성이 한층 제고가 이루어졌다.

## 기술적 사양
기본적인 사양은 1차분 차량의 경우 서울교통공사 1000호대 VVVF 전동차 중 1차분 차량인 101~106편성, 서울교통공사 4000호대 VVVF 전동차 중 1차분 차량인 401~409, 451~463편성 등과 동일하다. 다만, 설계 최고 속도는 110km/h로 10km/h가 더 높으며 한국철도공사의 승무원이 운용하기 때문에 여타 한국철도공사 전동차의 응답성 및 가속성에 최대한 흡사하도록 기어비가 조정되어 있다. 그러나 체감상으로 기어비의 차이를 전혀 느끼지 못한다. 그리고 20여 년 동안 서울교통공사에서 별개로 관리를 받아 사실상 기어비가 원래 값에서 많이 변경되었을 것이라는 의문이 나왔다. 차내에는 역 통과 방지 장치가 설치되었으나 사용하지는 않는다. TGIS가 1비트의 화면에서 4비트의 TGIS로 새로 변경되었다. 레이아웃은 그대로이지만 기능들이 한층 더 업그레이드 된 형태로 다양해졌다.

## 특이 사항

### 시운전 사고
1995년 11월 24일, 수서 방향 시운전을 하던 374편성의 3074호가 시운전을 마치고 지축차량기지에 입고하다가 서행 운행 중이던 377편성의 3977호와 충돌했다. 사고의 발단은 374편성의 기관사가 ATC)가 미작동 중인 상태에서 서행 운행을 하지 않아 사고가 발생했기 때문이다.

### 음성 방송장치 개량
2007년에 모든 수도권 전철 3호선 전동차에 대해 음성 방송 장치가 음질 개선 차원에서, 기존의 아날로그 ROM 방식에서 디지털 MP3 방식으로 변경되었다. (방송 장치만 개량이 이루어졌으며, 스피커는 개량 대상에 포함되지 않았다. 현재 일부 차량에 스피커가 변경되었으나, 경고음은 장착하지 않았다가 모든 차량에 경고음이 변경되었다.)

### 코모넷 차내방송 시스템
377~384편성에 코모넷 차내방송 시스템이 설치되었으나 현재는 철거되었다.

### 내장재 교체 사업 및 도색 변경
2003년 2월 18일 대구 지하철 화재 참사를 계기로 강화된 철도 차량의 내연 기준에 의해 2005년 375~376, 379, 381, 385~386편성이 불연재 기준에 맞추어 바뀌었으며 2006년엔 개조를 받지 않은 나머지 편성이 변경되었다. 교체 사업은 SLS중공업이 참여하였으며, 코레일 표준 시트가 적용되었다. 이에 걸맞추어 한국철도공사의 CI가 변경되어 철도공사의 신 CI 도색이 2005년 리뉴얼 받은 차량으로부터 적용되어 2006년까지 전 차량의 도색 변경이 마쳐졌다. 색상은 주황색-군청색 계통으로 변경되었으며 한국철도공사에서 도색 원본을 보내 서울교통공사에서 수탁하던 형태로 도색 변경이 이루어졌다. 이와 동시에 보수성이 떨어진 전면 측면 행선 표시 장치(DI)를 롤지 회전 방식에서 LED 현시 방식으로 교체되었다. 한편 차내 LED 전광판에 대한 표출 방식 개선도 동시에 이루어졌다.

### 측면 로고
측면 코레일 로고가 'Let's Korail' 스티커로 모두 변경되었다. 이전엔 다른 코레일 열차와 같이 코레일 스티커가 부착되기도 하였다.

### 측면LED가동 중단
현재 스크린도어가 모두 설치되어 앞칸과 뒷칸을 제외한 측면 LED가 소등되었다.

## 편성

### 1차분
371~386편성(초창기 도입분)은 PAN와 C/I가 탑재된 M'차, 그리고 SIV, CM, BAT, 등을 갖춘 Tc차와 T1, 그리고 아무런 기기도 탑재되지 않는 T차로 구성되었다.
|       | ◇◇              | ◇◇              |                 | ◇◇              |                 |                 | ◇◇              | ◇◇              |       |
| 30XX  | 31XX            | 32XX            | 33XX            | 34XX            | 35XX            | 36XX            | 37XX            | 38XX            | 39XX  |
| Tc    | M'              | M'              | T               | M'              | T1              | T               | M'              | M'              | Tc    |
| ←오금 | ※XX는 편성 번호 | ※XX는 편성 번호 | ※XX는 편성 번호 | ※XX는 편성 번호 | ※XX는 편성 번호 | ※XX는 편성 번호 | ※XX는 편성 번호 | ※XX는 편성 번호 | 대화→ |

| 객차번호 | 설치된 전장품    |
| -------- | ---------------- |
| 30XX     | Tc(SIV, CM, BAT) |
| 31XX     | M'(PAN, C/I)     |
| 32XX     | M'(PAN, C/I)     |
| 33XX     | T                |
| 34XX     | M'(PAN, C/I)     |
| 35XX     | T1(SIV, CM, BAT) |
| 36XX     | T                |
| 37XX     | M'(PAN, C/I)     |
| 38XX     | M'(PAN, C/I)     |
| 39XX     | Tc(SIV, CM, BAT) |

### 2~3차분
368~370, 387~399편성은 팬터그래프와 주변압기, 제어기기, 전동기가 탑재된 M'차, 제어기기와 전동기만이 탑재된 M차, 그리고 보조전원장치와 공기압축기, 축전지, 제어실 등을 갖춘 Tc차와 제어실이 없는 T1, 그리고 아무런 기기도 탑재되지 않는 T차로 구성되었다.
|       |                 | ◇◇              |                 | ◇◇              |                 |                 |                 | ◇◇              |       |  |
| 30XX  | 31XX            | 32XX            | 33XX            | 34XX            | 35XX            | 36XX            | 37XX            | 38XX            | 39XX  |  |
| Tc    | M               | M'              | T               | M'              | T1              | T               | M               | M'              | Tc    |  |
| ←오금 | ※XX는 편성 번호 | ※XX는 편성 번호 | ※XX는 편성 번호 | ※XX는 편성 번호 | ※XX는 편성 번호 | ※XX는 편성 번호 | ※XX는 편성 번호 | ※XX는 편성 번호 | 대화→ |  |

| 객차번호 | 설치된 전장품                        |
| -------- | ------------------------------------ |
| 30XX     | Tc(SIV, 공기압축기, 축전지)          |
| 31XX     | M(주변환장치)                        |
| 32XX     | M'(팬터그래프, 주변압기, 주변환장치) |
| 33XX     | T(무동력객차)                        |
| 34XX     | M'(팬터그래프, 주변압기, 주변환장치) |
| 35XX     | T1(SIV, 공기압축기, 축전지)          |
| 36XX     | T(무동력객차)                        |
| 37XX     | M(주변환장치)                        |
| 38XX     | M'(팬터그래프, 주변압기, 주변환장치) |
| 39XX     | Tc(SIV, 공기압축기, 축전지)          |

## 배속
원래는 구로차량기지 소속이지만, 엄연한 직류 방식이기 때문에 실질적으로는 지축차량기지에서 관리한다. 4자리 편성인 371~386편성으로 부여하여 서울교통공사 3000호대 전동차와의 통합적인 원스톱 관리가 가능해졌다. 2011년 한국철도공사의 광역전철용 차호가 300000호대로 개정됐지만, 해당 차량들의 경우 서울교통공사 측의 효율성 관리 차원에서, 예외로 분류된다.
- 368~370, 387~399편성: 지축차량기지, 10량

## 현재 운행구간
- ● 수도권 전철 3호선
  - 서울 지하철 3호선: 지축 ~ 오금
  - 일산선:  대화 ~ 지축

## 도입 역사
초창기 도입분은 1세대의 경우 1호선에서 운행되던 서울교통공사 1000호대 VVVF 전동차 1차분 차량(101~106편성), 4호선 운행되던 서울교통공사 4000호대 VVVF 전동차 1차분 차량(401~409, 451~463편성)을 기반으로 제작되었으며, 이후 각종 설비 변경을 계속 거듭하면서 총 2차례에 걸쳐 도입되었다. 전두부 형상을 기준으로 크게 3세대로 나뉜다.

### 1세대(1차분)1995년8월 25일~1997년8월 26일
- 해당 편성: 371~386편성 (총 16개 편성)
- 제작사: 현대정공
- 제어방식: VVVF-GTO(미쓰비시)

초창기에 도입된 371~377편성은 1996년 1월 30일 일산선 지축~대화 개통 및 서울 지하철 3호선 직결 운행과 함께 도입됐으며, 이후 378~383편성은 1996년 1차 증차분으로, 384~386편성은 1997년 2차 증차분으로 도입된 편성이다. 16개 편성 160량 모두 현대정공 창원공장에서 제작됐다. 2차 증차분의 경우 2022년 9월 384편성은 극심한 차량 노후화 및 주요 부품 결함, 385~386편성은 내구 연한 만료에 의해 영구 휴차됐다가 2022년 10월에 차적 삭제 및 결번 처리 후 2022년 12월에 반출 및 폐차 매각됐다. 2023년 8월부터 이듬해 3월까지 379~381편성을 제외한 차량의 운행이 중단됐으며, 379~381편성 또한 CCTV 설치 예정 없음에 따라 2024년 6월 22일 전 편성이 퇴역했다.

### 2세대(2차분)2022년7월 28일~2023년1월 30일
- 해당 편성: 387~394편성 (총 8개 편성)
- 제작사: 현대로템
- 제어방식: VVVF-IGBT(현대로템 IPM)

해당 차량은 노후 차량 교체용으로 371~378편성의 대차분이다. 한국철도공사 311000호대 · 312000호대 전동차 13차 도입분을 비롯한 한국철도공사 331000호대 전동차 3차 도입분, 한국철도공사 341000호대 전동차 5~6차 도입분, 한국철도공사 351000호대 전동차 4차 도입분 등을 기반으로 현대로템 창원공장에서 제작되었다. 행선안내기와 열번표시기가 기존 구형 3색 LED에서 신형 7색 LED로 바뀌었고, 또한 객차 간 통로문이 제거되었으며, 객실 중앙좌석이 기존 7석에서 6석 플라스틱 의자로 변경되었다. 또한 차내 LCD 표출방식도 개정되었다.

### 3세대(3차분)2022년12월 30일~2024년2월 12일
- 해당 편성: 368~370, 395~399편성 (총 8개 편성)
- 제작사: 우진산전
- 제어방식: VVVF-IGBT(우진산전)

해당 차량은 노후 차량 교체용으로 379~386편성의 대차분이다. 한국철도공사 311000호대 · 312000호대 전동차 5차분을 기반으로, 우진산전 증평공장에서 제작되었다. 추진제어장치는 일본 미쓰비시의 기반 우진산전 IGBT가 장착되었다. 야마노테 선에서 운행하던 동일본 여객철도 E235계 전동차과 흡사한 구동음이다.

## 현황
현재 운행 중인 차량은 가독성을 높이기 위하여 굵은 글씨로 표시했다.

### 1세대분
| 차호     | 도입 시기 | 운행 중단 시기 | 비고                                   |
| -------- | --------- | -------------- | -------------------------------------- |
| 371 편성 | 1995년    | 2023년         | 철도청 최초의 직류 전용 전동차이다.    |
| 372 편성 | 1995년    | 2023년         |                                        |
| 373 편성 | 1995년    | 2023년         | KTCS-M 시범 개조 차량이다.             |
| 374 편성 | 1995년    | 2023년         | 시운전 도중 추돌사고를 당한 적이 있다. |
| 375 편성 | 1995년    | 2023년         |                                        |
| 376 편성 | 1995년    | 2023년         |                                        |
| 377 편성 | 1995년    | 2023년         | 시운전 도중 추돌사고를 당한 적이 있다. |
| 378 편성 | 1996년    | 2024년         |                                        |
| 379 편성 | 1996년    | 2024년         |                                        |
| 380 편성 | 1996년    | 2024년         |                                        |
| 381 편성 | 1996년    | 2024년         |                                        |
| 382 편성 | 1996년    | 2023년         |                                        |
| 383 편성 | 1996년    | 2024년         |                                        |
| 384 편성 | 1997년    | 2022년         | 극심한 노후화로 조기 휴차되었다.       |
| 385 편성 | 1997년    | 2022년         |                                        |
| 386 편성 | 1997년    | 2022년         |                                        |

### 2세대분
해당 편성들부터 신도색이 적용되었으며, 배장기가 제거되었다.
| 차호     | 도입 시기 | 운행 중단 시기 | 비고 |
| -------- | --------- | -------------- | ---- |
| 387 편성 | 2022년    | 운행 중        |      |
| 388 편성 | 2022년    | 운행 중        |      |
| 389 편성 | 2022년    | 운행 중        |      |
| 390 편성 | 2022년    | 운행 중        |      |
| 391 편성 | 2022년    | 운행 중        |      |
| 392 편성 | 2022년    | 운행 중        |      |
| 393 편성 | 2022년    | 운행 중        |      |
| 394 편성 | 2023년    | 운행 중        |      |

### 3세대분
해당 편성들은 알루미늄 차체가 적용되었으며, 편성번호가 운전실 측면 앞쪽에 표시된다.
| 차호     | 도입 시기 | 운행 중단 시기 | 비고 |
| -------- | --------- | -------------- | ---- |
| 368 편성 | 2024년    | 운행 중        |      |
| 369 편성 | 2024년    | 운행 중        |      |
| 370 편성 | 2024년    | 운행 중        |      |
| 395 편성 | 2022년    | 운행 중        |      |
| 396 편성 | 2023년    | 운행 중        |      |
| 397 편성 | 2023년    | 운행 중        |      |
| 398 편성 | 2023년    | 운행 중        |      |
| 399 편성 | 2023년    | 운행 중        |      |

## 사진

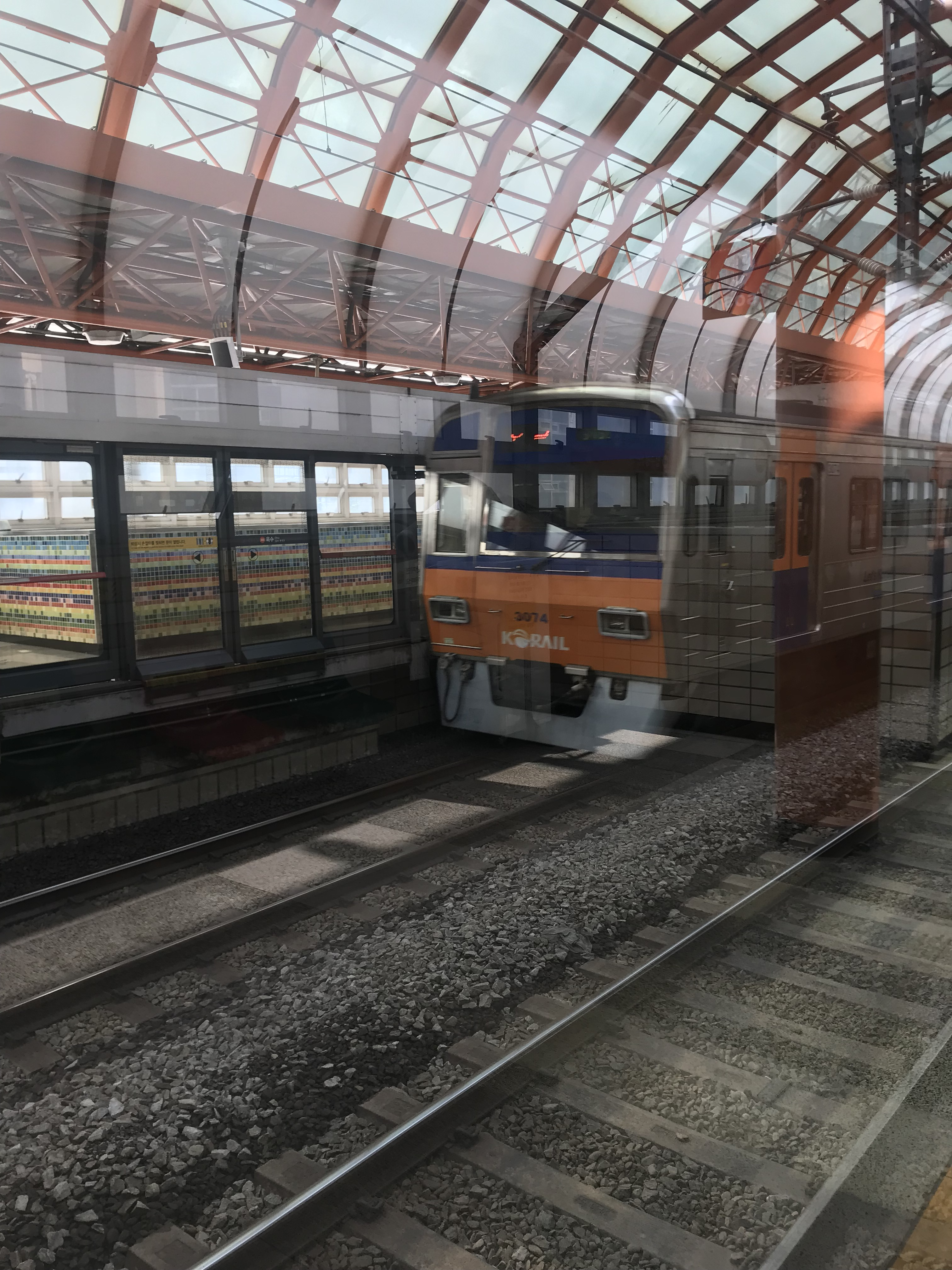
374 편성 (1세대) (2023년 11월 22일 폐차)
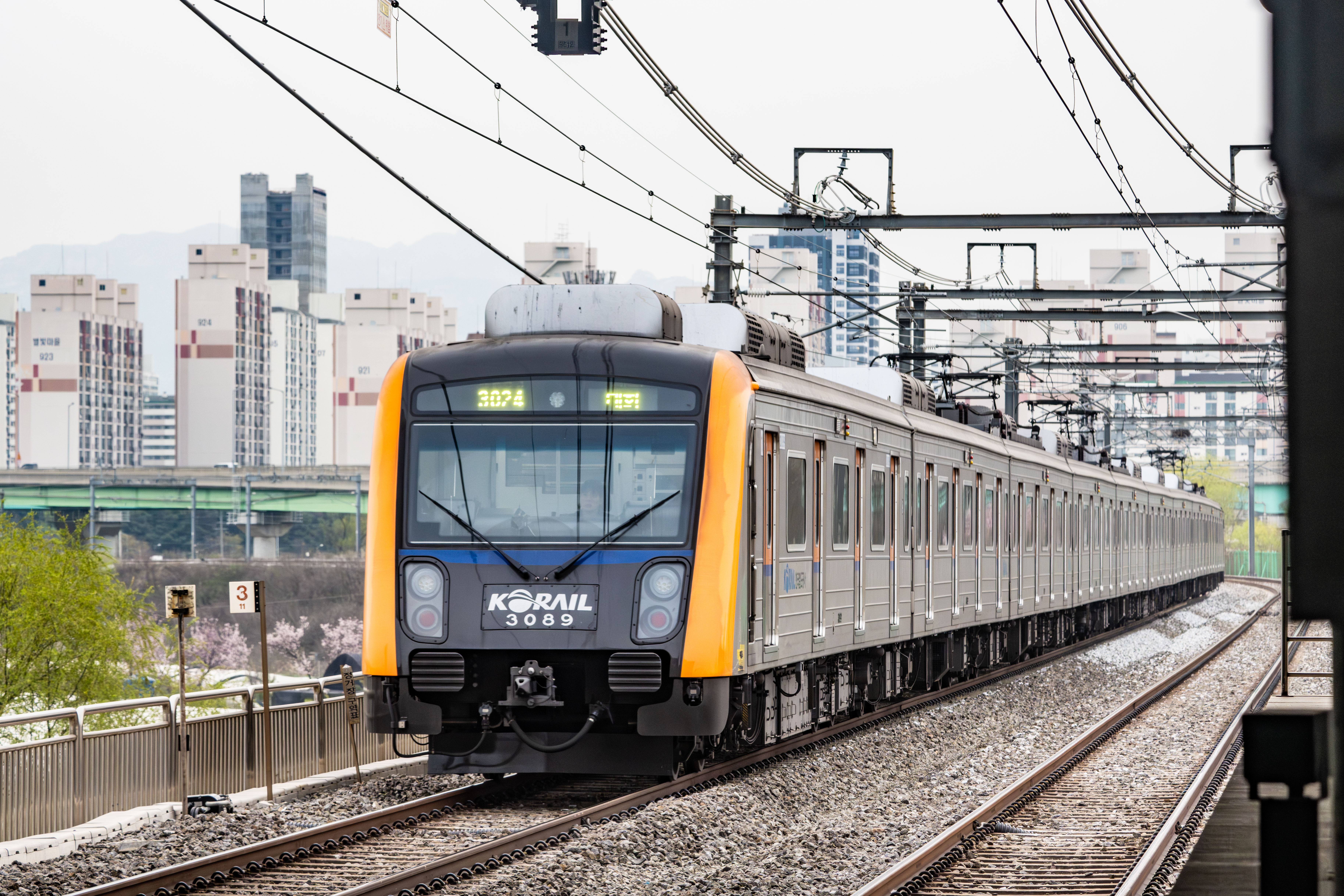
389 편성 (2세대)
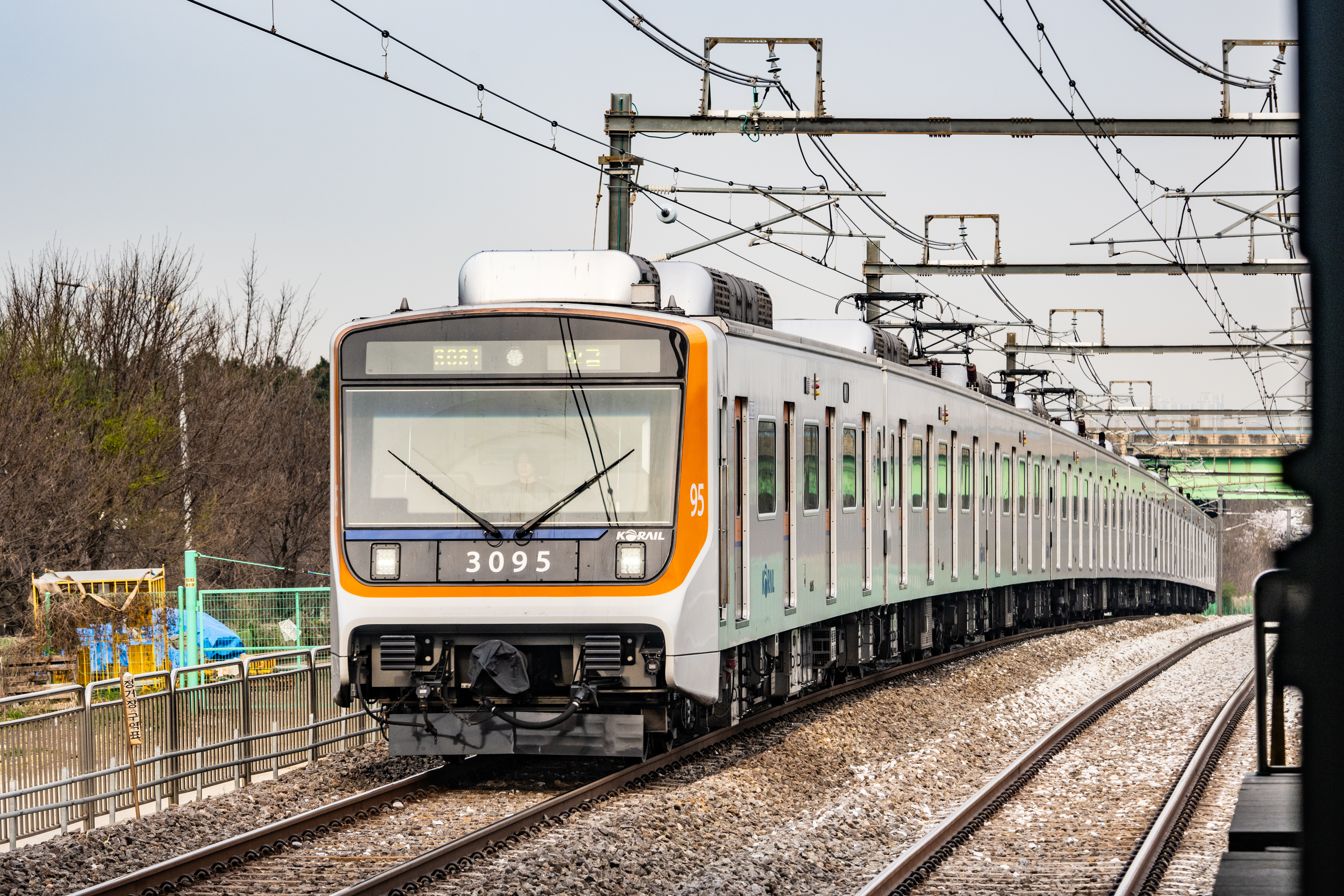
395 편성 (3세대)
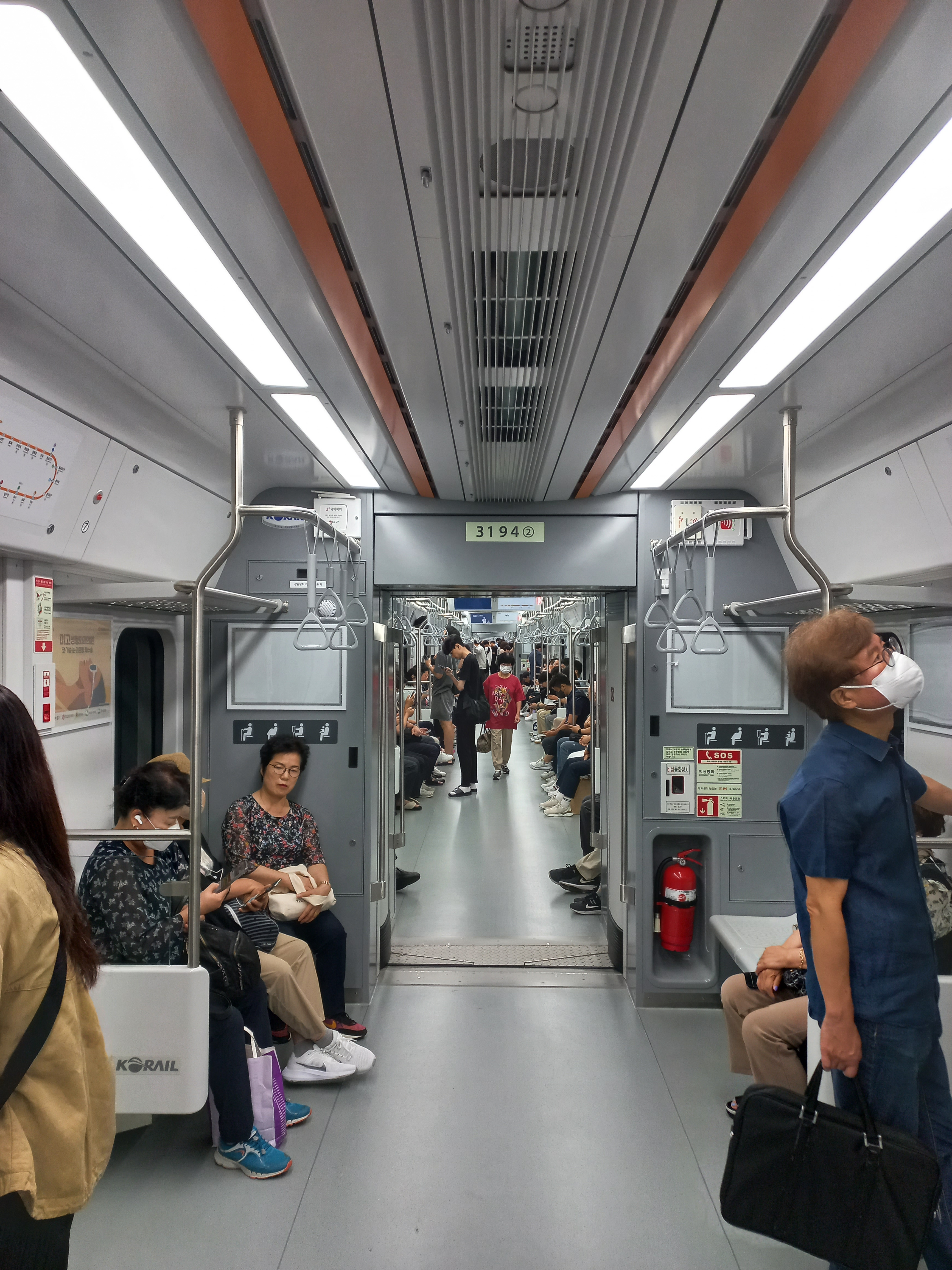
394 편성 내부 (2세대)

## 같이 보기
- 한국철도공사
- 수도권 전철 3호선
- 지축차량사업소